# Gnathophyllum americanum
Gnathophyllum americanum is een garnalensoort uit de familie van de Gnathophyllidae. De wetenschappelijke naam van de soort is voor het eerst geldig gepubliceerd in 1855 door Guérin-Méneville.